# 普拉伦西亚-德拉斯阿尔马斯
普拉伦西亚-德拉斯阿尔马斯（西班牙語：Placencia de las Armas）是西班牙巴斯克自治区吉普斯夸省的一个市镇。总面积14平方公里，总人口4165人（2001年），人口密度298人/平方公里。